# Idlib
Idlib (arabsky ادلب‎) je město v Sýrii, hlavní město stejnojmenného guvernorátu. Leží přibližně šedesát kilometrů na západ od Aleppa ve výšce zhruba 500 metrů nad mořem. V roce 2004 zde podle úřadů bydlelo bezmála sto tisíc obyvatel. Jednalo se převážně o sunnitské muslimy, nicméně zde byla i významná křesťanská menšina.
Oblast je střediskem pěstování olivovníků, bavlny, obilí a ovoce, zejména třešní. Dále se zde pěstují mandle, sezam, fíky a rajčata.
Muzeum v Idlibu má ve svých sbírkách mnohé památky na nedaleké historické město Ebla, jehož vykopávky jsou také častým turistickým cílem.

## Historie
Město Idlíb bylo dobyté římským vojevůdcem Pompeiem Velikým okolo roku 64 př. n. l. Následně spadalo pod římskou provincii Sýrie a poté pod Byzantskou říši. V 6. století ho dobyli Arabové. Za doby Osmanské říše v 19. století mělo město odhadovanou populaci 8 000, včetně 500 křesťanů. Město bylo velkým centrem výroby oliv. Osmanská říše si udržela moc nad Sýrií od roku 1516 až do konce první světové války. Poté byla do roku 1946 francouzským mandátním územím.
Během povstání od roku 2011, byl Idlib ohniskem protestů a boje v rané fázi syrské války. Povstalci ovládali město do vládní ofenzívy v dubnu 2012. Vládní síly tehdy po jednom měsíci bojů obnovily kontrolu nad městem. V březnu 2015 na město zaútočila a ovládla ho rebelská aliance Džaíš al-Fatah, vedená An-Nusrou a Ahrar aš-Šám. V dubnu 2015 bylo navrženo jako sídlo prozatímní vlády syrské opozice město Idlib. V červenci 2017 salafistická džihádistická militantní skupina Tahrír al-Šám (bývalá Al-Káida v Sýrii) vyhnala zbytky Ahrar aš-Šámu z Idlibu a ovládla tak celou oblast i s městem.